# District de Bellevue-les-Bains
Le district de Bellevue-les-Bains est une ancienne division territoriale française du département de Saône-et-Loire de 1790 à 1795.
Il était composé des cantons de Bellevue les Bains, Cronat, Gilly, Gueugnon, Issi, Mont et Montagne Fleurie.